# Kiss魂
「Kiss魂」（キッスダマシイ）は、2015年3月25日にavex traxから発売のKis-My-Ft2の13作目のシングル曲。

## 概要
初回限定盤2種、通常盤、キスマイSHOP盤、セブン&アイ限定盤、計5形態で発売された。キスマイSHOP限定盤には各メンバー7種の特典が存在する。

## チャート成績
2015年4月6日付けオリコンチャートで、初登場週間1位を獲得した。シングル首位は、デビュー曲「Everybody Go」（2011年8月発売）から13作連続となる。
初週売り上げ枚数：356218枚

## 収録曲

### CD

#### 通常盤・初回生産限定盤A/B
※「サクラヒラリ」以降、通常盤のみ収録。
1. Kiss魂［4:05］
作詞：KOMU、作曲：原一博、編曲：CHOKKAKU
  - Kis-My-Ft2出演 江崎グリコ「Watering KISSMINT」CMソング
2. Shake Body!!［3:22］
作詞・作曲・編曲：栗原暁，久保田真悟
  - Kis-My-Ft2出演 興和「虫よけ当番」CMソング
3. サクラヒラリ［4:31］
作詞・作曲・編曲：ベリーグッドマン
4. Past & Future［4:03］
作詞：ケリー、作曲：Takuya Harada，Steven Lee，ドリュー・ライアン・スコット、編曲：Steven Lee

#### セブン&アイ盤・キスマイSHOP盤
1. Kiss魂
2. Shake Body!!
3. サクラヒラリ
4. Kiss魂 -Remix-
編曲：吉岡たく
  - 表題曲のリミックスバージョン

### DVD

#### 初回生産限定盤A
1. Kiss魂 MUSIC VIDEO
2. メンバー振り付け講座
3. 「魂」の反省会

#### 初回生産限定盤B
1. Kiss魂 マルチアングルMUSIC VIDEO
2. Kiss魂 MUSIC VIDEO & ジャケット撮影メイキングドキュメント
3. レコーディング密着映像

#### セブン&アイ盤
1. 2014→2015年末年始キスマイ密着ドキュメント

## 収録作品
| 楽曲タイトル  | 収録                                 | 収録                                                                   |
| ------------- | ------------------------------------ | ---------------------------------------------------------------------- |
| Kiss魂        | CDシングル                           | 『Kiss魂』                                                             |
| Kiss魂        | ミュージック・ビデオ                 | 『Kiss魂』〈初回生産限定盤A〉                                          |
| Kiss魂        | マルチアングル・ミュージック・ビデオ | 『Kiss魂』〈初回生産限定盤B〉                                          |
| Kiss魂        | CDアルバム                           | 『KIS-MY-WORLD』                                                       |
| Kiss魂        | ライブ映像                           | 『2015 CONCERT TOUR 『KIS-MY-WORLD』』                                 |
| Kiss魂        | CDアルバム                           | 『I SCREAM』〈通常盤〉                                                 |
| Kiss魂        | ライブ映像                           | 『CONCERT TOUR 2016 I SCREAM』                                         |
| Kiss魂        | ライブ映像                           | 『LIVE TOUR 2018 Yummy!! you&me』                                      |
| Kiss魂        | CD （スペシャルエディット）          | 『LIVE TOUR 2018 Yummy!! you&me』〈初回盤〉                            |
| Kiss魂        | ライブ映像                           | 『君を大好きだ』〈EXTRA盤〉 （LIVE TOUR 2018 YOU&ME Extra Yummy!!）    |
| Kiss魂        | ライブ映像                           | 『LIVE TOUR 2019 FREE HUGS!』                                          |
| Kiss魂        | CD （スペシャルエディット）          | 『LIVE TOUR 2019 FREE HUGS!』〈通常盤〉                                |
| Kiss魂        | CDアルバム                           | 『BEST of Kis-My-Ft2』                                                 |
| Kiss魂        | ミュージック・ビデオ                 | 『BEST of Kis-My-Ft2』〈初回盤A〉                                      |
| Kiss魂        | ライブ映像                           | 『Two as One』〈ファンクラブ限定盤〉 （Kis-My-Ftに逢えるde Show 2022） |
| Kiss魂        | ライブ映像                           | 『Kis-My-Ftに逢えるde Show 2022 in DOME』                              |
| Kiss魂        | ライブ映像                           | 『Kis-My-Ft2 Dome Tour 2024 Synopsis』                                 |
| Shake Body!!  | CDシングル                           | 『Kiss魂』                                                             |
| Shake Body!!  | CDアルバム                           | 『KIS-MY-WORLD』                                                       |
| Shake Body!!  | ライブ映像                           | 『2015 CONCERT TOUR 『KIS-MY-WORLD』』                                 |
| サクラヒラリ  | CDシングル                           | 『Kiss魂』〈通常盤〉・〈セブン & アイ盤〉・〈キスマイSHOP盤〉          |
| サクラヒラリ  | ライブ映像                           | 『2015 CONCERT TOUR 『KIS-MY-WORLD』』                                 |
| サクラヒラリ  | CDアルバム                           | 『I SCREAM』〈通常盤〉                                                 |
| Past & Future | CDシングル                           | 『Kiss魂』〈通常盤〉                                                   |
| Past & Future | ライブ映像                           | 『LIVE TOUR 2021 HOME』                                                |

## プロモーション
- 舞祭組3rd SINGLE「やっちゃった!!」& Kis-My-Ft2 13th SINGLE「Kiss魂」連動イベント
  - 日程：2015年4月4日(土)、場所：東京地区／大阪地区、人数：計4500名招待。
- 全国CDショップで「Kiss魂」（初回生産限定盤A、初回生産限定盤B、通常盤）を購入すると先着で「キスマイグッズ」が貰える店頭抽選会に参加。
  - K賞オリジナル・ブロックメモ
  - M賞オリジナル・マスキングテープ
  - F賞オリジナル・メモパッド
  - 2賞オリジナル・ポスターA、
  - 魂賞オリジナル・ポスターB